# Királykeselyű
A királykeselyű vagy királykondor (Sarcoramphus papa) a madarak (Aves) osztályának újvilági keselyűalakúak (Cathartiformes) rendjébe, ezen belül az újvilági keselyűfélék (Cathartidae) családjába tartozó Sarcoramphus madárnem egyetlen élő faja. A nembe több fosszilis faj is tartozik. Ebben a madárnemben a királykeselyűt írták le először és sokáig monotipikusnak tartották, végül a Sarcoramphuson belül a típusfaj lett.
Nagytestű madár, mely Közép- és Dél-Amerika területein fordul elő. Mexikó déli részétől egészen Argentína északi részéig, majdnem minden alföldi trópusi erdőben megtalálható.
Testét nagyrészt fehér tollak borítják, de a nyaka tövén levő tollgallér színe a szürkétől a feketéig változik és az evezőtollak, valamint a faroktollak is feketék. A feje és nyaka tollazat nélküli. A csupasz bőrének színezete példányonként változó, de lehet sárgás, narancssárgás, kékes, lilás, vagy vöröses is. Talán a legfőbb jellemzője a csőre töve fölött kinövő sárgás színű, kiemelkedő – idősebb példány esetében alá logó – bőrképződmény. Mint minden újvilági keselyű, a királykeselyű is dögevő, azaz az elpusztult állatokból táplálkozik. Gyakran ez a faj a legelső, amely megkezdi a friss dögöt. Amikor megérkezik a tetemhez, a kisebb méretű rokonai kénytelenek helyet engedni neki; ő maga csak a nála nagyobb andoki kondornak (Vultur gryphus) adja át a helyét. Fogságban a királykeselyű akár 30 évig is élhet.
A királykeselyű mint jelkép főleg a maja kódexekben tűnik fel, de a helybéli lakosok néphagyományában és a népi orvoslásában is szerepet játszik. Habár manapság a Természetvédelmi Világszövetség (IUCN) nem fenyegetett fajként kezeli e madarat, a királykeselyű egyedszáma napról napra csökken, aminek fő oka az élőhelyeinek csökkenése.

## Neve

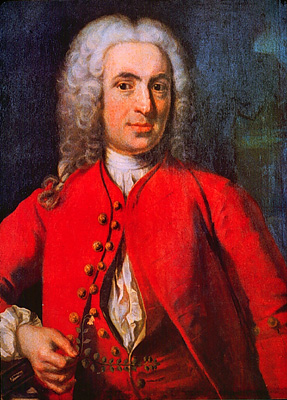
Carl von Linné, aki elsőként írta le, illetve nevezte meg a természettudomány számára ezt a madarat

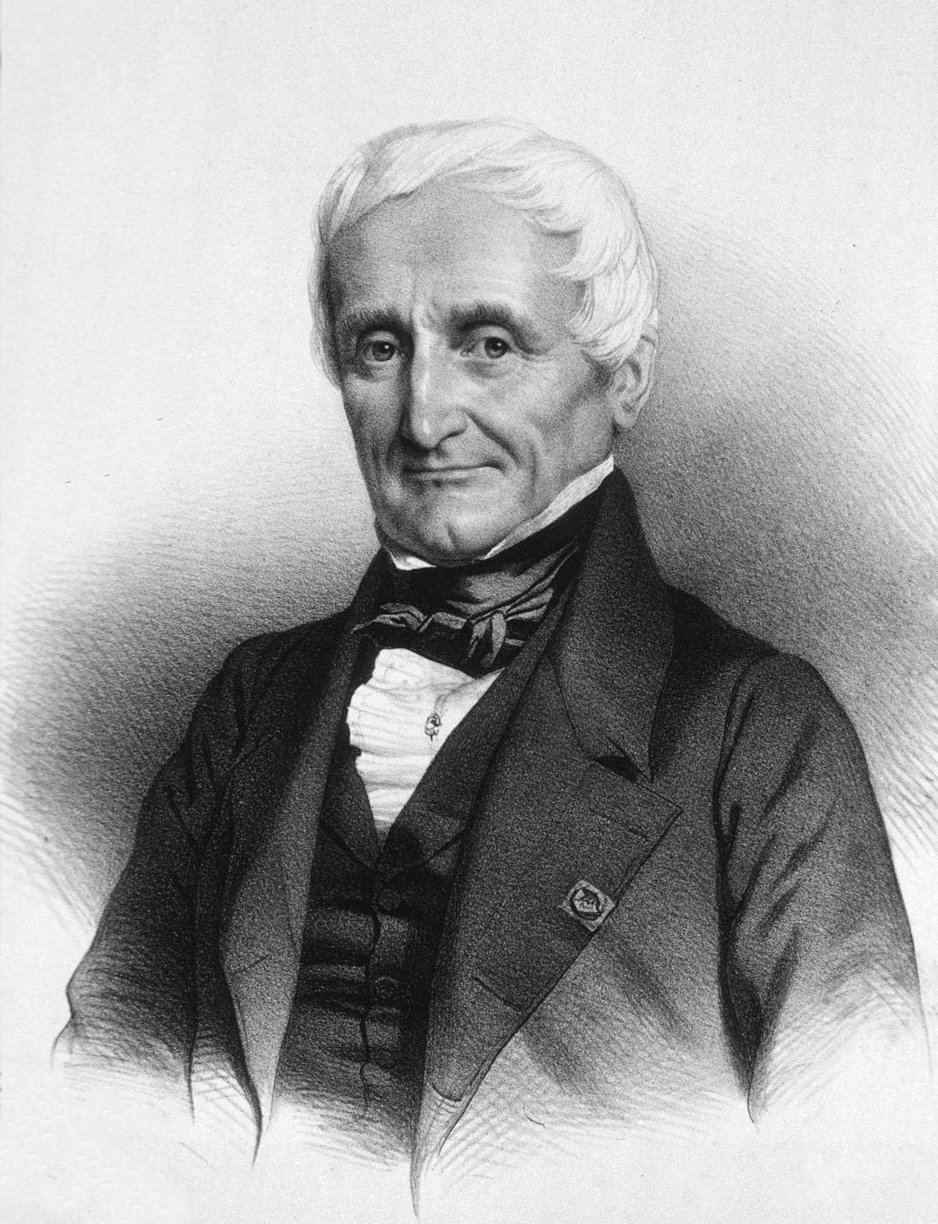
André Marie Constant Duméril, aki a jelenlegi nemébe helyezte a madarat

A királykeselyűt először 1758-ban, Carl von Linné svéd természettudós, orvos és botanikus írta le, illetve nevezte meg. Leírását a „Systema Naturae” című enciklopédia 10. kiadásába foglalta bele. Ekkortájt a madár tudományos neve, Vultur papa volt; a típuspéldány Suriname-ból származott. 1805-ben, André Marie Constant Duméril francia zoológus áthelyezte ezt a keselyűt a Sarcoramphus nembe. Ez az új madárnemnév az új latin nyelv két szavának az összetételéből jött létre, azaz a sarx = „hús” és rhamphos = „ragadozó madár görbe csőre”. Ezt a megnevezést gyakran tévesen, görögösen – Sarcorhamphus, benne „h”-val – ejtik és írják le. 1841-ben, Constantin Wilhelm Lambert Gloger német zoológus és ornitológus a Gyparchus nembe helyezte át a madarat, viszont a mai modern, tudományos irodalomban ez a besorolás érvénytelen, hiszen a Sarcoramphus madárnem élvez elsőbbséget. A királykeselyű fajneve a latin eredetű papa szó, melynek magyar jelentése, „püspök”. A fajnév a tollazatának színére utal, mely a püspökök viseletére emlékeztet. Ennek a madárnak a legközelebbi élő rokona az andoki kondor. Egyes rendszerezők e két fajt az újvilági keselyűfélék családján belül külön alcsaládba gyűjtenék össze, viszont a rendszerezők többsége nem tartja fontosnak ezt az átrendezést.
Két elmélet van arra, hogy a királykeselyű honnan kapta a „királyi” nevét. Az egyik elmélet szerint a királyi neve onnan ered, hogy amikor a madár megérkezik egy tetemhez, a nála kisebb dögevők helyet adnak neki, addig, míg tele nem tömi magát. A másik elmélet a maja legendákból származik, melyben ez a keselyű egy király volt, mely emberek és istenek közti közvetítőként játszott szerepet. Paraguayban a spanyolok „fehér varjú” névvel illették a madarat. Navatl nyelven cozcacuauhtli a neve; összetett szó, mely a cozcatl = „gallér” és cuauhtli = „ragadozó madár” szavak összevonásából jött létre.

## Rendszertani besorolása
A királykeselyűnek és hat élő rokonának, azaz az újvilági keselyűféléknek (Cathartidae) a pontos rendszertani besorolása még manapság is bizonytalan. Habár az újvilági keselyűfélék és az óvilági keselyűformák (Aegypiinae) megjelenésben igen hasonlítanak, sőt ugyanazt a dögevő életmódot folytatják, a két család mégsem áll közelebbi rokonságban egymással. Más-más ősökből fejlődtek ki, és a hasonlóság csak a konvergens evolúció műve. A két madárcsoport közti rokonsági kapcsolat még manapság is vita tárgyát képezi. Korábban az újvilági keselyűféléket a gólyaalakúak (Ciconiiformes) rendjébe helyezték, mivel néhány gólyafajjal is mutatnak hasonlóságot úgy megjelenésben, mint életmódban. A közelmúltban olyan elmélet is született, mely szerint a újvilági keselyűféléket és az óvilági keselyűformákat a sólyomalakúak (Falconiformes) közé kéne besorolni, vagy új, azaz külön rendet megalkotni a számukra. Az Amerikai Madarászok Egyesületének (American Ornithologists' Union) a dél-amerikai rendszertani bizottsága kivonta az újvilági keselyűféléket a gólyaalakúak közül és incertae sedisnek, azaz „bizonytalan helyzetűnek” minősítette e madárcsoportot; de további megjegyzésként odatette, hogy az újvilági keselyűfélék, talán átmozgathatóak a sólyomalakúak rendjébe, vagy létrehozható számukra egy külön rend, az úgynevezett újvilági keselyűalakúak (Cathartiformes). Mint a többi újvilági keselyűnek, a királykeselyűnek is 80 diploid kromoszómája van.

### Fosszilis maradványok és a mai madár kifejlődése
A Sarcoramphus madárnem, mely manapság csak egy élő fajt tartalmaz, korábban szélesebb körben volt elterjedve. A Sarcoramphus kernense Észak-Amerika délnyugati területén élt, a középső pliocén, az úgynevezett piacenzai korszak idején, vagyis 3,5-2,5 millió évvel ezelőtt. Ez a fosszilis madár a Blancan/Delmontian fauna kevésbé ismert tagja volt. Ennek az őskeselyűnek a létezését csak egyetlen egy bizonyíték, azaz egy törött, felkarcsontnak (humerus) a könyök felé eső végrésze tanúsítja. Ezt a maradványt a kaliforniai Kern megyében levő Pozo Creeknél találták meg. A maradványt Loye H. Miller írta le először; Miller a típusfajjal összehasonlítva arra a következtetésre jutott, hogy az ősrokon valamivel nagyobb és robusztusabb volt, mint a mai faj; egyébként a kettő igen hasonlíthatott egymásra. Mivel a két madár létezésének kora között igen nagy a távolság, feltehető, hogy két külön fajról van szó. De mivel az ősmadár egyetlen maradványa is töredékes, azaz hiányos, a köztük levő rokonsági kapcsolatot igen nehéz meghatározni; sőt az is meglehet, hogy a kettő nem is tartozik ugyanabba a madárnembe. A késő pleisztocén idején, a mai Peru területén élhetett a Sarcoramphus fisheri. Egy feltételezett ős királykeselyűről, mely a negyedidőszak alatt Kubában élt, további kutatások bebizonyították, hogy valójában Buteogallus borrasi (korábbi nevén Titanohierax), egy sasméretű rákászölyv volt.
E madárnem evolúciójáról csak keveset lehet tudni, mivel a többi újvilági keselyűnem neogén földtörténet időszakbeli maradványai is vagy fiatalabbak, vagy töredékesebbek. Az újvilági keselyűalakúak rendjének a másik családja, a ma már teljesen fosszilis Teratornithidae család fajai körülbelül ugyanazt az ökológiai fülkét töltötték be, mint a mai újvilági keselyűfélék. Úgy tűnik, hogy a Sarcoramphus kernense valamivel megelőzte a nagy amerikai faunacsere nevű eseményt; továbbá a mai újvilági keselyűfélék többsége Közép-Amerikában jelent meg először, vagy e madárcsoport kifejlődésének őshazája ez a kontinenseket összekötő földrész. E szálon elindulva lehet, hogy a S. kernense a S. fisheri északra irányuló divergens testvértaxonja. A ritka és töredékes maradványok alapján az az elmélet született, mely szerint a királykeselyűk és a dél-amerikai kondorok legalább 5 millió évvel ezelőtt váltak ketté.

### Bartram „festett keselyűje”

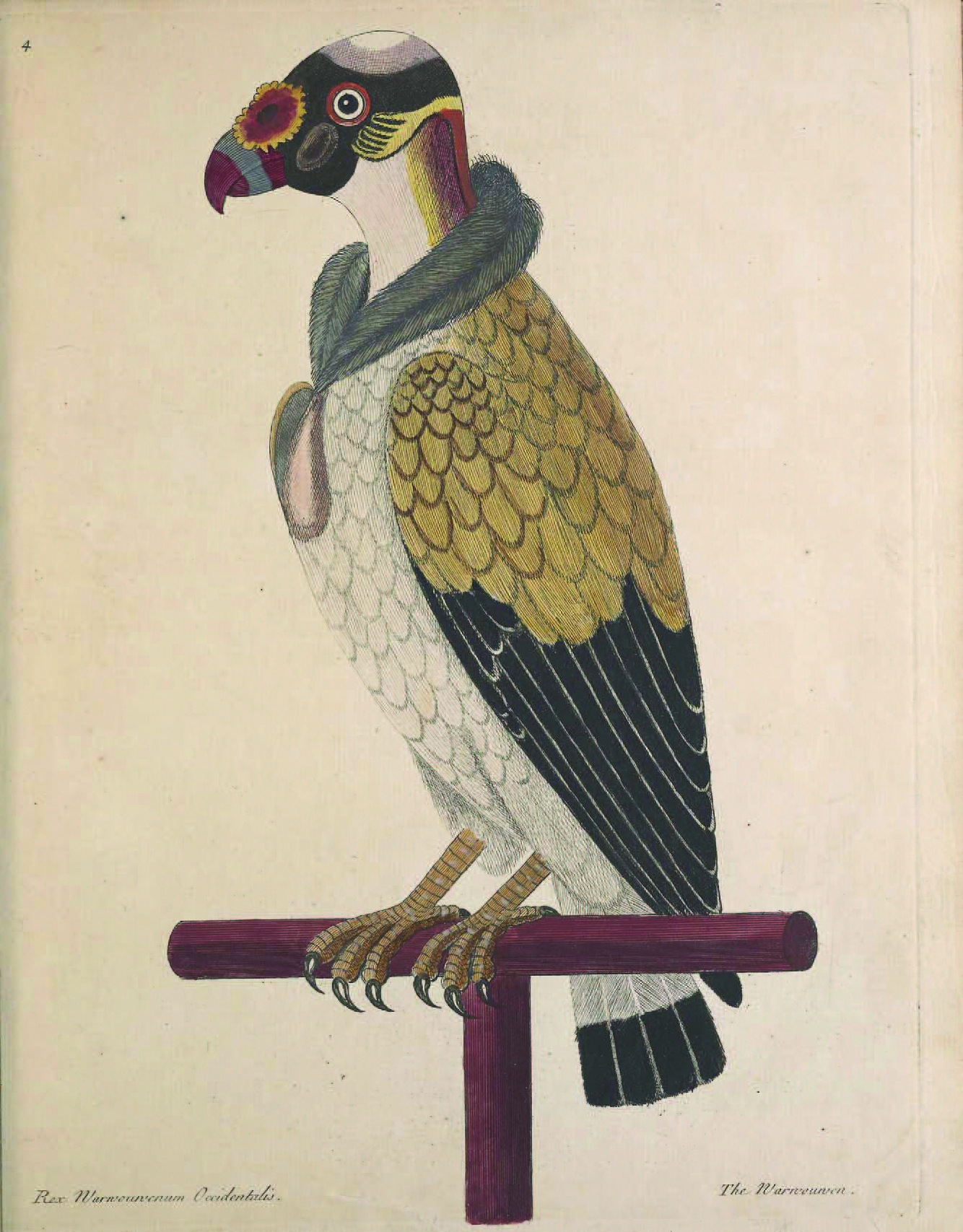
Eleazar Albin 1734-ből származó festményén örökítette meg a madarat

Az 1770-es évekből származó floridai utazásai során készült feljegyzéseiben, William Bartram amerikai természettudós egy „festett keselyűről”  (Sarcoramphus sacra vagy S. papa sacra) számol be. Az általa leírt madár majdnem ugyanolyan, mint a királykeselyű, kivéve a fehér farktollait. Bartram azt állítja, hogy ez a madár eléggé közönséges és begyűjtött egyet belőlük. Más természettudósok nem láttak belőle egy példányt sem, és 60 évvel később a madár létezése megkérdőjeleződött. John Cassin amerikai ornitológus szerint e madárfaj létezésének a kérdése a legnagyobb rejtély az észak-amerikai ornitológiában. 1734-ben Eleazar Albin angol természettudós és festő – a fenti beszámolótól függetlenül – leírt és lefestett egy hasonló megjelenésű újvilági keselyűt.
Habár a legtöbb korai ornitológus nem kételkedett Bartram őszinteségében, Joel Asaph Allen amerikai zoológus és ornitológus úgy vélte, hogy Bartram kitalálta a madarat és több különböző madárfaj részeiből állította össze. Allen rámutatott arra, hogy a Bartram által leírt madár viselkedése a karakarákra (Caracarini) vall. Például a „festett keselyű” a tűzvészeket követte, hogy felfalhassa a menekülő, vagy beleégett rovarokat és a dobozteknősöket. Így pedig a karakarák viselkednek, a nagyobb és rövidebb lábú királykeselyűnek és rokonainak nehezebb a talajon járni. Bartram korában a Caracara cheriway közönséges és elterjedt lehetett abban a térségben és meglehet, hogy az úgynevezett „festett keselyű” ezt a madárfajt jelképezi, viszont William Bartram nem tesz említést e karakarafajról. Francis Harper amerikai természettudós úgy vélte, hogy Bartram korában, akárcsak az 1930-as években, ez a karakarafaj mégsem volt gyakori ott, ahol Bartram járt és a ritka észrevételből akaratlanul, viszont hibásan egy újvilági keselyűfélét vélt látni.
Szintén Harper vette észre, hogy Bartram írásait jelentős mértékben átírták és kiegészítették a nyomtatás előtt, és a fehér farktollas leírás csak ebben az utóbbi nyomtatásban van jelen. Harper tehát azt gondolta, hogy Bartram a nyomtatás idején fejből írta le a madarat és a faroktollának színezetére rosszul emlékezett. Harper és néhány kutató kollégája megpróbálták bebizonyítani a királykeselyű floridai rokonának a létezését, azzal érvelve, hogy Bartram idejében ez a madár már kihalófélben volt és egy hirtelen éghajlati lehűlés végzett a fajjal. William McAtee úgy véli, hogy Floridában a madaraknak saját floridai alfajaik jönnek létre, és a „festett keselyű” nem egyéb, mint a királykeselyű floridai alfaja.

## Előfordulása
Becslések szerint a királykeselyű előfordulási területe körülbelül 14 millió négyzetkilométert foglal magába. Mexikó déli részétől egészen Argentína északi részéig lelhető fel. Dél-Amerikában nem található meg az Andoktól nyugatra, kivéve Nyugat-Ecuadorban, Északnyugat-Kolumbiában és Északnyugat-Venezuela legmesszibb részein. Főleg az alföldi trópusi erdőket, vagy a mellettük levő szavannákat és egyéb füves pusztákat választja élőhelyül. Gyakran az erdők mocsaras és lápos részein figyelhető meg. Az elterjedési területének az elsődleges alföldi erdeiben gyakran a királykeselyű az egyetlen, vagy leggyakoribb képviselője az újvilági keselyűféléknek. Az Amazonas esőerdeiben azonban általában a nagy sárgafejű keselyű (Cathartes melambrotus) van számfölényben. A nyílt térségekben a kis sárgafejű keselyű (Cathartes burrovianus) és a hollókeselyű (Coragyps atratus) fordul elő nagyobb számban. A királykeselyű általában nem hatol 1500 méternél magasabbra, bár az Andok keleti felén megfigyelték tengerszint fölötti 2500 méteres magasságban is. Ritkán 3300 méter magasban is észrevehető. Az élőhelyein a kimagasodó fákon, vagy az erdő fáinak lombkoronái fölött pihen. Argentína középső részén levő Buenos Aires tartományban pleisztocén kori maradványaira bukkantak; ez pedig a történelmi előfordulási területének déli határát 700 kilométerrel délebbre húzza meg. Korábban a természettudósok úgy vélték, hogy ez a terület nem volt alkalmas e madárfaj számára.

## Megjelenése
Az andoki kondor és a kaliforniai kondor (Gymnogyps californianus) után a királykeselyű a harmadik legnagyobb újvilági keselyűféle. Csőrétől farkáig átlagosan 67–81 centiméter hosszú, a szárnyfesztávolsága 120–200 centiméter között van, míg testtömege 2700–4500 gramm. Tollruhája főleg fehér, halvány rózsaszínes-sárgás árnyalattal. Ezzel szemben a szárnyainak alsó fele az evezőtollakkal együtt, valamint a farktollai és a nyaka tövén levő vastag tollgallér sötét szürkék vagy feketék. A fején és nyakán nincsenek tollak. A fején levő csupasz bőr különböző vörös és lila árnyalatú, a nyakon rikító narancssárga és a toroktájékon sárga színű. A fejen a bőr ráncos és rétegekben ül. A csőre narancssárga és fekete színű. A felső csőr tövéből egy aranysárga színű bőrképződmény nő ki; ez a bőrkinövés csak a tulajdonosa negyedik életévében éri el a teljes méretét.
Az újvilági keselyűfélék között a testéhez képest a királykeselyűnek van a legnagyobb koponyája és agytérfogata, valamint a legerősebb csőre. A csőr vége kampós és a szélei élesek. Szárnyai szélesek; farktollai rövidek és széttárva négyzet alakot vesznek fel. A szivárványhártyája (iris) fehér, ezt élénk vörös ínhártya (sclera) veszi körül. Egyes újvilági keselyűfélétől eltérően a királykeselyűnek nincsenek szempillái. Begyzacskója van, amit a táplálék ideiglenes raktározására használ. Lábai szürkék, rajtuk hosszú, vastag karmok ülnek.
E madárfajon belül a nemi kétalakúság csak csekély mértékű. A két különböző nemű állat között nincs különbség a színezetben és méretben is csak kevés. A fiókának sötét a csőre és a szeme. A nyaka előbb szürke, aztán ahogy nő, narancssárgává válik. A fiatal példánynak a tollruhája teljesen szürke, bár testtartása már olyan, mint a felnőtté. A fehér-fekete tollazatot csak az 5 vagy 6 éves kori vedlés után éri el. Jack Eitniear, a texasi San Antonióban levő Center for the Study of Tropical Birds (a trópusi madarakat tanulmányozó központ) egyik munkatársa azt vette észre a fogságban tartott királykeselyűket figyelve, hogy körülbelül a madár kétéves korában a hasán levő tollak kezdenek hamarább kifehéredni. Ezt követően a szárnytollak váltanak a felnőtt színezetére. Legutoljára a kisebb, szárnyfedő tollak fekete foltjai tűnnek el.
A fej és nyak kopaszsága a higiénia miatt alakult ki, bár néhány csökevényes tollacska mégis található a fejen. A csupasz bőrfelületet könnyebben le lehet mosni, és a baktériumok és egyéb kórokozók nem tudnak letelepedni rajta. Továbbá az UV-sugárzás fertőtleníti a bőrfelületét.
A sötétebb tollazatú fiatal példányt könnyen össze lehet téveszteni a pulykakeselyűvel (Cathartes aura). Az előbbi azonban széttárt szárnyakkal vitorlázik. A világos színű felnőttet az erdei gólyával (Mycteria americana) lehet összetéveszteni, bár az utóbbit a hosszú nyakáról és lábairól messziről is fel lehet ismerni.

## Életmódja
A levegőben vitorlázva keresi dögökből és kisebb állatokból álló táplálékát. A felszálló meleg légáramlatok, úgynevezett termikek segítségével hatalmas területeket jár be. Csak időnként ver a szárnyaival. Repülés közben a madár széttárja szárnyait; evezőtollai kissé felfelé hajlanak. Röptében messziről úgy néz ki, mintha fej nélküli lenne. Szárnyverései mélyek és erőteljesek. Marsha Schlee természettudós Venezuelában két alkalommal is megfigyelte, amint két-két királykeselyű tandem repülést végzett; szerinte ez az udvarlási szertartás része lehet.
Mérete és feltűnő színezete ellenére ezt az újvilági keselyűt igen nehéz észrevenni, amikor a fák lombkoronái között pihen. Pihenés közben fejét lejjebb eresztve és előre hajolva tartja. Nem vándor madár. A rokon pulykakeselyűtől, a kis sárgafejű keselyűtől és a hollókeselyűtől eltérően, a királykeselyű általában magányosan, vagy kisebb családi csoportokban él. Belizében 12 fős csoportot is megfigyeltek, amint egy vízesés fölött fürdőztek és vizet ittak. Egy-egy tetemnél általában egy vagy két példány jelenik meg, azonban ha a dög nagyobb állaté, akkor akár tíz királykeselyű is összegyűlhet köréje. Fogságban akár 30 évet is élhet, a vadonban való élettartama nem ismert. Mint minden újvilági keselyűféle, a királykeselyű is gyakorolja az úgynevezett urohidrózist, ami abból áll, hogy a párolgás hűtő hatását kihasználva a vizeletet a lábukra ürítik, így hűtik a testüket. E tevékenység miatt a madár lábán gyakran fehér színű húgysavréteg képződik. Erős, éles és vágós csőre, valamint nagy mérete ellenére ez a madárfaj nem, vagy alig agresszív. Hiányzik az alsó gégefője (syrinx), ezért nem képes sokféle hangot kiadni, bár mély károgó és visító hangok hallhatók tőle. Ezeket udvarláskor hallatja; amikor hergelik, a madár a csőrével csattogtat. Az egyetlen természetes ellenségei a kígyók, melyek tojás és fióka korában jelentenek rá veszélyt. Ha a jaguár (Panthera onca) zsákmányából táplálkozik és nem elég figyelmes, akkor a nagymacska elkaphatja, egyébként a jaguár nem vadászik rá.

### Táplálkozása
A királykeselyű mindenféle dögöt elfogyaszt, lehet az szarvasmarha (Bos primigenius), partra vetett hal vagy elpusztult gyík. Főleg dögevő, de egyes beszámolók szerint képes megölni a sebesült állatokat, az újszülött borjakat és a kisebb gyíkokat.
Habár a táplálékszerzésben főleg a látására hagyatkozik, nem tudni, hogy a szaglása mennyire játszik szerepet. A kutatók úgy vélték, hogy a szaglása gyenge és a dögöket főleg a pulykakeselyűt és a nagy sárgafejű keselyűt követve találja meg. E kisebb rokonok szaglása kiváló. Egy 1991-ben végzett kísérlet azonban arra jutott, hogy a királykeselyűk a kisebb rokonok segítsége nélkül is rábukkannak az erdőkben levő dögökre, ami arra enged következtetni, hogy a szóban forgó madárnak is van valami szagérzéke. Főleg az erdőkben keresi a táplálékát, bár a szomszédos szavannákon is felbukkanhat. Ha rábukkan a táplálékára, arrább kergeti a kisebb rokonokat és más dögevő állatokat, aztán erős csőrével felnyitja a tetemet; gyakran a királykeselyű a dögök megkezdője. Ő maga kizárólag csak a nála nagyobb andoki kondor elől húzódik el. Miután a nagytestű keselyűk felbontották a tetemet és teletömték magukat, a kisebb méretű és gyengébb csőrű újvilági keselyűk is táplálékhoz jutnak. A nyelve dörzspapírszerű; ezzel az apró húsmaradékokat is leszedheti a csontokról, bár általában megelégszik a bőrrel és a szövetek szilárdabb részeivel. A venezuelai Bolívar szövetségi államban megfigyelték, hogy ha kevés az elpusztult állatok száma, akkor a királykeselyű a buritipálma (Mauritia flexuosa) lehullott gyümölcsével egészíti ki az étrendjét.

## Szaporodása

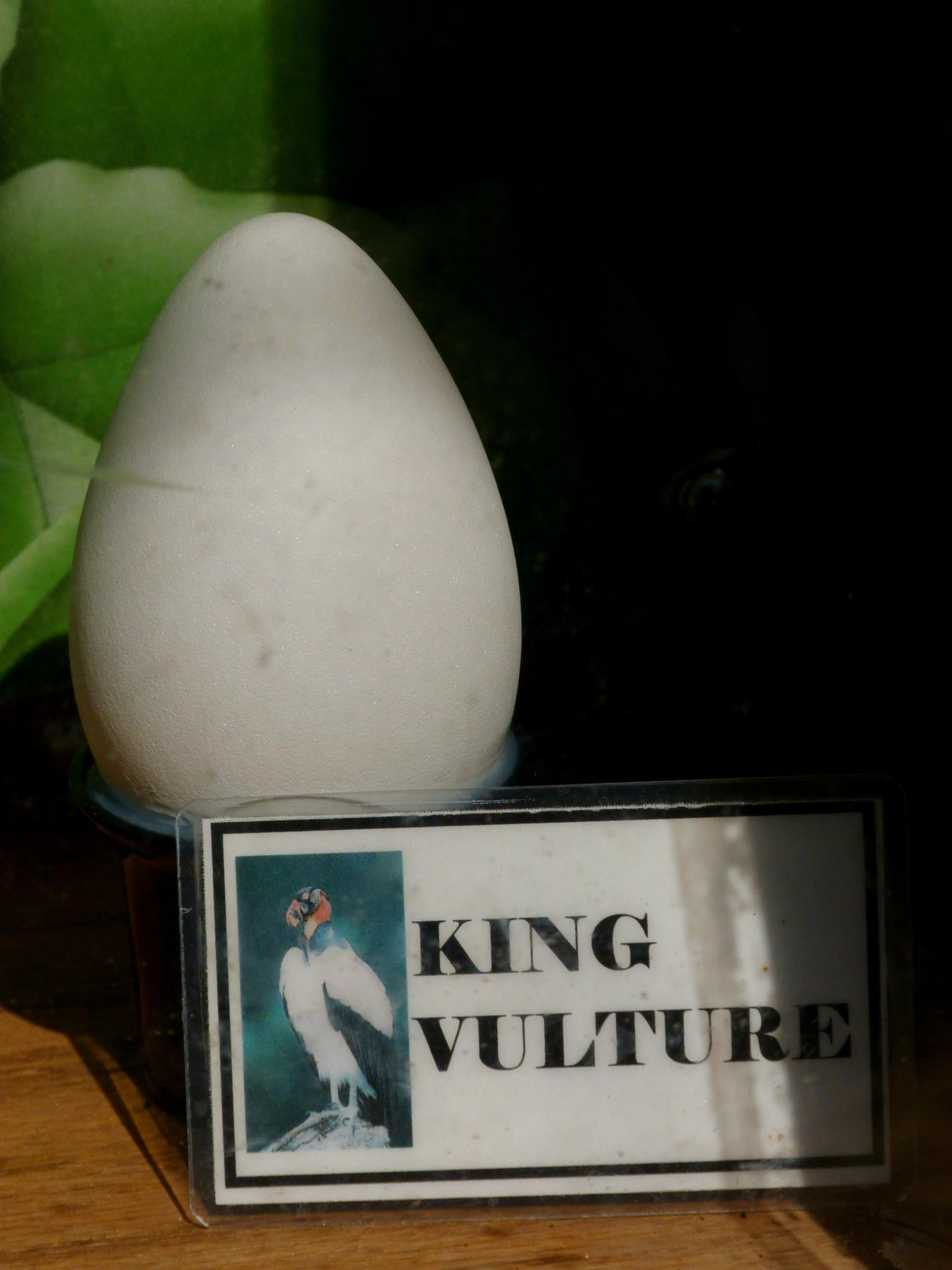
Tojása fehér színű

E keselyűfaj vadonban való szaporodási szokásairól csak igen keveset lehet tudni. A legtöbb adatot a fogságban tartott madarak szolgáltatják, a megfigyeléseket jórészt a franciaországi Párizsban levő Ménagerie du Jardin des plantes nevű növény- és állatkertben végezték. Az ivarérettséget a hím körülbelül 4-5 évesen, míg a tojó valamivel korábban éri el. A költési időszak főleg a száraz évszakban van. Fák üregébe rakja egyetlen tojását, amely egyszínű fehér. Hogy elriassza a ragadozókat, a királykeselyű kellemetlen szagokat áraszt kotlás közben. A tojáson mindkét szülő kotlik 52-58 napig. Ha az első tojás megsemmisül, akkor a tojó körülbelül hat hét után egy másikat tojik. A kotlást és a fióka melengetését mindkét szülő elvégzi, azonban csak a fióka egy hetes koráig. Ezután a szülők csak őrködnek fölötte. A királykeselyű fiókája csak félig tehetetlen; habár nem tud gondoskodni magáról, kikelésekor már van néhány tolla és szemei nyitva vannak. Életének második napján már mozogni kezd a fészekben és sír az étel után. A harmadik napon már maga csipegeti a táplálékát. 10 naposan vedlik először. 20 naposan már jól áll a lábán és ki tud egyenesedni. Egy-három hónaposan kisétál a fészekből és felfedezi annak környezetét. Körülbelül három hónapos kora után röpképessé válik.

## A királykeselyű és az ember

### Természetvédelmi helyzete
Ez a keselyűfaj a Természetvédelmi Világszövetség (IUCN) szerint nem fenyegetett faj, mivel a hatalmas előfordulási területe körülbelül 14 millió négyzetkilométert foglal magába. Itt pedig, becslések szerint tízezer és százezer között lehet e faj példányszáma. Ettől eltérően olyan bizonyítékok is vannak, melyek szerint a királykeselyű egyedszáma csökkenőben van, viszont nem olyan mértékben, hogy át kelljen sorolni más veszélyeztetettségi listára. Főleg az élőhelyének elvesztése okozta veszélynek és az orvvadászatnak van kitéve. Habár szembetűnő madár, a királykeselyűt igen nehéz követni, illetve tanulmányozni, mivel a legmagasabb fákon pihen, és magasan repülve nagy távokat tesz meg táplálékszerzési célból.

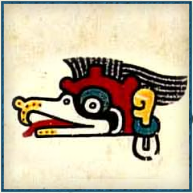
Cozcacuauhtli ábrázolása a Laud kódexben

Európában az Európai Állatkertek és Akváriumok Szövetsége felügyelete alá tartozó Európai Veszélyeztetett Fajok Programja (EEP) keretében tenyésztik a faj egyedeit.
Nagy helyigénye miatt állatkertben nem könnyű tartani. A Berlini Állatkertben található Alfred Brehm Ház mesterséges sziklafalához monumentális méretű keselyűröpdét építettek. Itt számos más keselyűfaj mellett a királykeselyű (Sarcoramphus papa) is megtekinthető.

### A királykeselyű a kultúrákban
A maja kódexekben a madarak közül a királykeselyűt ábrázolják a legtöbbször. A királykeselyű írásjele könnyen felismerhető a csőrön levő dudorról és a szemet alkotó koncentrikus körökről. Van olyan rajz, ahol istenként, ember testtel és madár fejjel ábrázolták. A maja mitológia szerint ez az istenség hordozta az üzeneteket az emberek és az istenek között. A maja naptárban Cozcacuauhtli-nak, vagyis a hónap tizenharmadik napjának a jelképe. A régészek úgy vélték, hogy ezt a napot a pávaszemes pulyka (Meleagris ocellata) jelképezi, viszont jobban megnézve a csőrét rájöttek, hogy egy ragadozó madárról van szó.
A madár tollait és vérét különböző betegségek gyógyítására használták fel. Az elterjedési területén levő országok szívesen ábrázolják a saját postabélyegeiken. 1963-ban Salvadorban, 1978-ban Belizében, 1979-ben Guatemalában, 1997-ben Hondurasban, 1998-ban Bolíviában és 1999-ben Nicaraguában adtak ki ilyen bélyeget.
Nagy mérete és szépsége miatt a királykeselyű igen kedvelt az állatkertekben. A világon számos állatkertben látható. A királykeselyű azon kevés madarak egyike, melyről az Állatkertek és Akváriumok Világszövetsége (WAZA - World Association of Zoos and Aquariums) tanulmánykönyvet tart; ezt a Fort Worth Zoo-nál dolgozó Shelly Collinsworth vezeti.

### Fordítás
- Ez a szócikk részben vagy egészben  a   King vulture című angol Wikipédia-szócikk ezen változatának fordításán alapul.  Az eredeti cikk szerkesztőit annak laptörténete sorolja fel. Ez a jelzés csupán a megfogalmazás eredetét és a szerzői jogokat jelzi, nem szolgál a cikkben szereplő információk forrásmegjelöléseként.

### Videók
- King Vulture (Sarcoramphus papa) videók és képek. The Internet Bird Collection. (Hozzáférés: 2015. december 31.)
- Zopilote Rey (King Vulture). youtube.com. (Hozzáférés: 2015. december 31.)